# コヒル・ラスルゾダ
コヒル・ラスルゾダ（タジク語: Қоҳир Расулзода、露: Абдукохир Абдурасулович Назиров、1959年3月8日 - ）は、タジキスタン共和国の政治家。同国首相（2013年11月23日 - ）。タジキスタン人民民主党所属。

## 略歴
1959年に、シュグド地方ガフロフ地区のキスタクズ市（現・ヒステヴァルツ市）で誕生。1982年にタジキスタン農業大学で、水力工学の学位を取得して、卒業。その後、ラスルゾダはエンジニアとして勤務し、企業「タジクソフスホーズストロイ」の責任者に着任。2000年1月から2006年12月まで、ラスルゾダは改善・水資源大臣に任命された。2008年には、ロシア連邦大統領付属国民経済・国務アカデミーで、技術科学の学位を取得して卒業。
2006年12月2日、ラスルゾダはソグド州知事代理に任命され、2007年2月27日に正式にゾクド州知事となった。2007年にはラフモン大統領に倣って、ロシア語風の接尾辞を取り、アブドゥコーヒル・ナジロフからタジク語風のコヒル・ラスルゾダに改名した。2007年12月と2010年4月には、上院に相当する国民議会第一副議長に選出されている。
2012年12月24日に70歳の誕生日を迎えたタジキスタン歌謡界の重鎮であるジュラベク・ムロドフへ文化発展の功績を讃え、アパートの広大な部屋を贈呈している。
2013年にラスルゾダがアキル・アキロフの後任として、同国首相に就任。

## 受章
- ロシア名誉記章勲章（英語版）